# Прасул Юлія Іванівна
Прасул Юлія Іванівна (18 лютого 1978) — географ, доцент Харківського національного університету.

### Життєпис
Народилася 18 лютого 1978 р. у м. Харків. У 1985—1995 рр. навчалася у харківській спеціалізованій школі № 109 з поглибленим вивченням французької мови, яку закінчила з медаллю. У 1995—2000 рр. — студентка геолого-географічного факультету Харківського національного університету імені В. Н. Каразіна, який закінчила з відзнакою за спеціальністю «Географія». У 2000—2004 рр. навчалася в очній аспірантурі ХНУ, яку відмінно закінчила і захистила кандидатську дисертацію за темою «Наукові основи системного картографування регіонів України для потреб туризму (на прикладі Харківської області)» (2004 р.). З 1 вересня 2002 р. поєднувала навчання в аспірантурі з роботою на посаді старшого викладача кафедри фізичної географії та картографії геолого-географічного факультету. Після закінчення аспірантури продовжила працювати на рідній кафедрі, а з 2007 р. вже на посаді доцента. У 2013 р. отримала вчене звання доцента по кафедрі фізичної географії та картографії. З грудня 2018 р. виконує обов'язки завідувачки кафедри фізичної географії та картографії факультету геології, географії, рекреації і туризму Харківського національного університету імені В. Н. Каразіна

### Діяльність на кафедрі
Викладає для здобувачів денної та заочної форми навчання нормативні дисципліни «Ґрунтознавство і біогеографія», «Рекреаційна географія», «Організація туристичної діяльності» і вибіркові («Спортивний туризм та орієнтування», «Основи наукових досліджень»). Є керівником кваліфікаційних робіт бакалаврів і магістрів освітньо-педагогічної та рекреаційно-туристичної тематики.

### Кваліфікація
Підвищення кваліфікації: КЗ «Харківська обласна станція юних туристів» Харківської обласної ради (2015), «Українська мова — професійне спрямування» при ХНУ імені В. Н. Каразіна (2019), «Збалансоване використання, прогноз і стале управління ґрунтовими ресурсами» при національному науковому центрі «Інститут ґрунтознавства та агрохімії імені О. Н. Соколовського» (2019), тренінги з розробки освітніх програм за новою структурою у Харківському національному університеті імені В. Н. Каразіна (2018), тренінг членів науково-методичних комісій сектору вищої освіти Науково-методичної ради Міністерства освіти і науки України (2019), тренінг експертів Національного агентства із забезпечення якості вищої освіти (2020), II Міжнародна програма наукового стажування «Видатні Особистості: Вивчення Досвіду та Професійних Досягнень для Формування Успішної Особистості та Трансформації Оточуючого Світу» у Дубаї, Римі, Нью-Йорку, Єрусалимі, Пекіні (2021), «Формування в учнів ключових та предметних компетентностей з географії відповідно до Державного стандарту базової середньої освіти» при комунальному вищому навчальному закладі «Харківська академія неперервної освіти» (2022).

### Наукові досягнення
Прасул Юлія Іванівна — автор і співавтор близько 100 наукових і науково-методичних праць, зокрема 10 підручників, навчальних посібників і методичних праць для вищої школи, 2 монографій, освітньо-професійних програм для вищої школи. Разом зі студентами постійно бере участь у роботі багатьох наукових конференцій і семінарів.

### Список основних публікацій
1. Системне туристичне картографування регіонів України: наукові засади, цілі, перспективи. Український географічний журнал. 2002. № 4. С. 68–73.
2. Картографування для потреб туризму: Бібліографічний довідник. Харків: ХНУ імені В. Н. Каразіна, 2005. 44 с.
3. Інформаційне забезпечення розвитку регіонального туризму. Туризм в системі пріоритетів регіонального розвитку: монографія / за ред. проф. В. В. Александрова. Харків: ХНУ імені В. Н. Каразіна, 2010. С. 75–87.
4. Обґрунтування перспектив розвитку туризму. Туризм в системі пріоритетів регіонального розвитку: монографія / за ред. проф. В. В. Александрова. Харків: ХНУ імені В. Н. Каразіна, 2010. С. 235—251.
5. Організація туристичних походів: навчально-методичний посібник для студентів-географів. Харків: ХНУ імені В. Н. Каразіна, 2010. 44 с. (співавтор Пономарьова А. В.).
6. Природні рекреаційні ресурси світу: методичні рекомендації до самостійної і практичної роботи студентів. Харків: ХНУ імені В. Н. Каразіна, 2011. 50 с. (співавтор Шумік Є. С.).
7. Туристсько-рекреаційний потенціал території та його аналіз: методичні рекомендації до практичної та самостійної роботи студентів. Харків: ХНУ імені В. Н. Каразіна, 2011. 36 с. (співавтор Діброва Л. В.).
8. Безпека туристичних подорожей: навчально-методичний посібник. Харків: ХНУ імені В. Н. Каразіна, 2011. 30 с. (співавтор Чуйко О. В.).
9. Спортивний туризм. Словник-довідник. Харків: ХНУ імені В. Н. Каразіна, 2011. 103 с. (співавтор Чуйко О. В.).
10. Вплив подієвого маркетингу на створення позитивного туристичного іміджу. Туристичний імідж регіону: монографія / за ред. А. Ю. Парфіненка. Харків: ХНУ імені В. Н. Каразіна, 2011. С. 239—256.
11. Греція. Особливості формування та реалізації туристичної політики держави: міжнародний, національний, регіональний досвід: монографія / за ред. А. Ю. Парфіненка. Харків: ХНУ імені В. Н. Каразіна, 2013. С. 201—214.
12. Територіальна організація приміської рекреації: регіональний аспект. Геополитика и экогеодинамика регионов: научный журнал. Том 10. Вып. 2. Симферополь, 2014. С. 200—205.
13. Ґрунти Харківщини. Харківщина: енциклопедичний словник / Харківська облрада, Харківська облдержадміністрація. Харків: Золоті сторінки, 2014. С. 99.
14. Греція. Туристична політика зарубіжних країн: підручник / затверджено МОН, лист № 1/11-4079 від 24.03.2014 / за ред. А. Ю. Парфіненка. Харків: ХНУ імені В. Н. Каразіна, 2015. С. 159—171.
15. Основи наукових досліджень. Практикум для студентів спеціальності 6.040104 «Географія»: навчально-методичний посібник / за ред. В. А. Пересадько, В. Е. Лунячека, К. В. Шпурік. Харків: ХНУ імені В. Н. Каразіна, 2015. С. 26–66.
16. Рекреаційна географія. Практикум для студентів спеціальності 6.040104 «Географія»: навчально-методичний посібник / за ред. В. А. Пересадько, В. Е. Лунячека, К. В. Шпурік. Харків: ХНУ імені В. Н. Каразіна, 2015. С. 67–95.
17. Туристичний атлас Полтавської області. Проблеми безперервної географічної освіти і картографії: збірник наукових праць. Харків: ХНУ імені В. Н. Каразіна, 2015. Вип. 22. С. 102—106. (співавтор Кіяшко Ю. В.).
18. Досвід організації ґрунтознавчо-біогеографічного розділу навчальної природничо-наукової практики студентів-географів. Проблеми безперервної географічної освіти і картографії: збірник наукових праць. Харків: ХНУ імені В. Н. Каразіна, 2016. Вип. 24. С. 91–95. (співавтор Олена Сінна).
19. Exclusive Tourism In The European Region And Its Information Support. Часопис соціально-економічної географії. Вип. 21 (2). Харків, 2016. С. 70–75 (співавтор Olena Dumanova).
20. Паратуристичний потенціал Північно-Східного рекреаційно-туристичного району. Наукові записки Сумського державного педагогічного університету імені А. С. Макаренка. Серія Географічні науки. Вип. 9. Суми: СумДПУ імені А. С. Макаренка, 2018. С. 199—205. http://doi.org/10.5281/zenodo.1229534 (співавтори Г. О. Чміль, М. Є. Шульга)
21. Територіальні особливості водно-ресурсного потенціалу Київської області. Проблеми безперервної географічної освіти і картографії: зб. наук. пр. Вип. 30. Харків: ХНУ імені В. Н. Каразіна, 2019. С. 61–69 (співавтори В. Клименко, І. Башилов).
22. Information and communications technology of the organization of tourism and regional studies training for geographers. Jurnalul Umanitar Modern. 2020. Vol.3. № 1(3). Рр. 5–8. DOI: 10.46591/MHJM.2020.0301.0001.
23. Tourism and regional studies as educational tools in geographers training in higher school. Progressive Science Journal. 2020. Vol.3. № 1 (3). Рр. 21–24. DOI: 10.12345/PSJM.2020.0301.0005.
24. Практичні роботи як складова курсу географії (на прикладі 11-го класу — рівень стандарту). Проблеми безперервної географічної освіти і картографії. 2020. Вип. 31. С. 34–42. https://doi.org/10.26565/2075-1893-2020-31-04 (співавтори Клименко В., Іваненко Л., Моісеєнко Р.).
25. Географічні передумови організації веловідпочинку як різновиду активного дозвілля у м. Харкові. Проблеми безперервної географічної освіти і картографії. 2020. Вип. 32. С. 17–25. https://doi.org/10.26565/2075-1893-2020-32-02 (співавтори Бубир Н., Ільченко В.).
26. Наукова діяльність професора Андрія Краснова та її роль у розвитку сучасної географії. Вісник Харківського національного університету імені В. Н. Каразіна, Cерія «Геологія. Географія. Екологія». 2020. Вип. 53, С. 119—129. https://doi.org/10.26565/2410-7360-2020-53-09 (співавтор Куліш С.).
27. Дидактичні засади організації туристичної краєзнавчої діяльності майбутніх географів. Імідж сучасного педагога. 2021. № 3 (198). С. 91–100 https://doi.org/10.33272/2522-9729-2020-3(198)-91-100.